# Riserva naturale della Tenuta dei Massimi
La riserva naturale della Tenuta dei Massimi è un'area naturale protetta del comune di Roma, compreso nelle zone La Pisana e Ponte Galeria. La riserva è un'area di elevato valore naturalistico e in gran parte adibita a coltivi e presenta piccoli boschi di cerro con esemplari di sughera. La fauna dell'area rispecchia quella tipica dei sistemi agricoli adiacenti: tra i roditori troviamo il topo selvatico; tra gli uccelli il gheppio ed il nibbio bruno, il barbagianni e il picchio rosso maggiore oltre a ciò è di grande interesse il Bosco Somaini, annesso alla riserva.